# Gartenbau-Versicherung

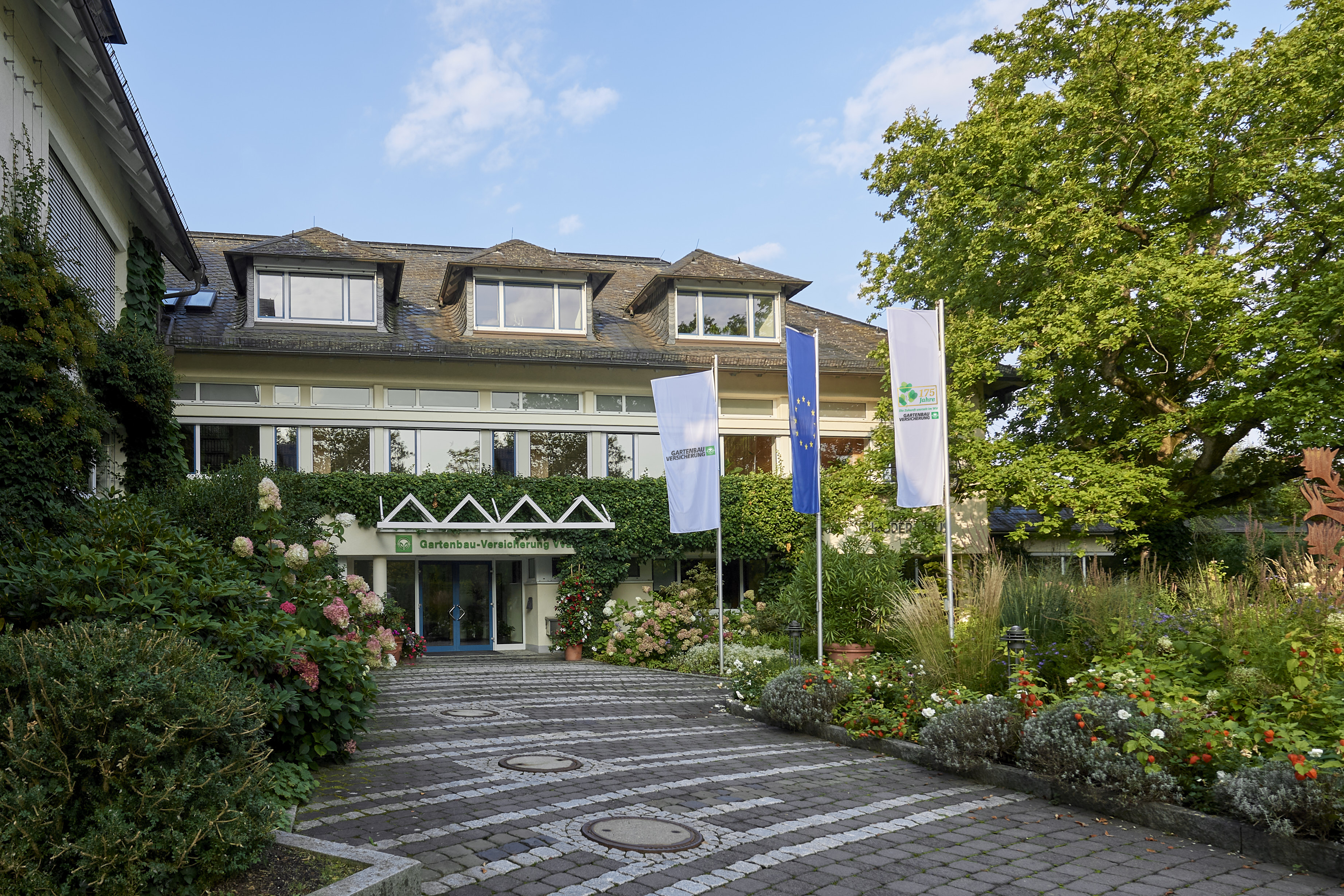
Hauptsitz in Wiesbaden

Die Gartenbau-Versicherung VVaG ist ein deutscher Spezialversicherer für den berufsständischen Gartenbau mit Sitz in Wiesbaden, Hessen. Mit rund 130 Mitarbeitern betreut der Versicherungsverein auf Gegenseitigkeit versicherte Werte über 70 Mrd. Euro und ein Beitragsvolumen über 102 Millionen Euro.
Die Gartenbau-Versicherung ist Teil der AgroRisk-Gruppe und somit Partner der Vereinigten Hagelversicherung VVaG, Gießen. Seit 1995 gibt es zwischen beiden Gesellschaften eine Risikoteilung in Form einer Quotenrückversicherung. Außerdem besteht eine Risikobeteiligung an der Verderbschaden-Versicherung und ausgewählten Großrisiken der Österreichischen Hagelversicherung VVaG, Wien.

## Geschichte
Nachdem es zu Beginn der 1840er Jahre mehrfach zu schweren Hagelschäden in und um Berlin gekommen war, überlegte der „Verein zur Beförderung des Gartenbaus zu Berlin“ 1844 darüber, ob und wie gärtnerische Kulturen gegen Hagel versicherbar wären. Die damals schon existierenden landwirtschaftlichen Versicherungsvereine waren wegen des zu hohen und komplizierten Risikos nicht bereit, Gärtnereien zu versichern. Im August 1844 begannen konkrete Vorbereitungen zur „Gründung einer Gesellschaft für die Versicherung von Schäden an Treibhäusern und Mistbeeten, die darunter befindlichen Gewächse sowie überhaupt Gartenfrüchte“. Am 10. Mai 1847 erteilte der preußische Innenminister dann die „Conzession“, dies ist das Gründungsdatum der von Gärtnern für Gärtner gegründeten „Deutschen Hagel-Versicherungs-Gesellschaft a.G. für Gärtnereien usw. zu Berlin“. 1997 folgte die Namensänderung in „Gartenbau-Versicherung VVaG“.
Aus Gründen der Risikostreuung bietet die Gartenbau-Versicherung ihre Versicherungsleistungen seit einigen Jahren auch im europäischen Ausland an. Zu den Ländern gehören Frankreich, Griechenland, Italien, Luxemburg, den Niederlanden (gemeinsam mit der Nationalen-Nedelanden), Polen, Schweiz und Belgien.

## Produkte
Das Portfolio der Gartenbau-Versicherung richtet sich an Gartenbaubetriebe mit geschützter Produktion sowie Endverkaufseinrichtungen und Gartencenter sowie gärtnerische Freilandkulturen und Baumschulen. 